# Ajantha Mendis
Balapuwaduge Ajantha Winslo Mendis, communément appelé Ajantha Mendis, est un joueur de cricket international srilankais né le 11 mars 1985 à Moratuwa. Qualifié de « mystery spinner » (spinner « mystère ») en raison de la grande variété de ses lancers, il débute avec le Sri Lanka Army Sports Club en 2006 puis avec l'équipe du Sri Lanka en 2008 en One-day International et en Test cricket. Il est également artilleur dans l'armée du Sri Lanka.

## Carrière
Ajantha Mendis débute en list A cricket puis en first-class cricket avec le Sri Lanka Army Sports Club en 2006 en tant que lanceur. Lors de la saison 2007-08 de la division 2 du Premier Trophy, il prend 68 wickets (il élimine soixante-huit joueurs) en neuf matchs à la moyenne de 10,51, finissant avec le meilleur total de wickets de la division. Il finit également, la même année, avec le meilleur total de wickets du Premier Limited Overs Tourmament, la compétition de list A cricket srilankaise.
Il fait ses débuts en One-day International avec l'équipe du Sri Lanka le 10 avril 2008 face aux Indes occidentales à Trinidad. Son équipe perd mais il en réalise la meilleure performance au lancer (3/39, 3 wickets pour 39 runs concédés). Il rejoint les Kolkata Knight Riders en cours de saison lors de la première édition de l'Indian Premier League.
Il est sélectionné avec le Sri Lanka pour participer à l'édition 2008 de l'Asia Cup. Il prend 17 wickets lors du tournoi, un record sur une édition. Sa performance au lancer lors de la finale, 6/13, est la meilleure jamais réalisée lors d'un match de l'Asia Cup. Le Sri Lanka bat l'Inde et remporte le titre, alors que Mendis est désigné « meilleur joueur » lors de la finale et « meilleur joueur de la compétition ». Ses performances lui valent la promotion par le président srilankais Mahinda Rajapakse au grade de sous-lieutenant dans l'artillerie de son pays.
Il est sélectionné pour la première fois en Test cricket face à l'Inde le 23 juin 2008. Le Sri Lanka remporte le match facilement. Lançant en alternant avec l'« homme du match » Muttiah Muralitharan, il réalise la meilleure performance au lancer par un débutant srilankais en Test cricket : 8/132. Le duo de spin bowlers prend 19 des 20 wickets indiens, conduisant leur équipe à la troisième plus large victoire de son histoire et l'Inde à sa troisième plus large défaite. Les batteurs indiens sont réputés bon joueurs face au spin bowling et ce n'est que la troisième fois que des spinners prennent 19 wickets en un match face à l'Inde, et la première fois en trente-neuf ans. Dix nouveaux wickets suivent lors du deuxième match de la série que perd le Sri Lanka, faisant de lui le quatrième international de son pays à prendre au moins dix wickets en un test-match. Mendis en ajoute huit autres alors que le Sri Lanka remporte le troisième match de la série et donc celle-ci. Avec 26 wickets au total, il devient le joueur qui, débutant dans une série de trois test-matchs, prend le plus de wickets lors de cette même série, battant le record de 24 wickets d'Alec Bedser datant de 1946. Sa performance lui vaut d'être désigné « homme de la série ».

## Style et caractéristiques
Mendis est un « mystery spinner », un spin bowler « mystère » : il est capable de mixer plusieurs lancers de plusieurs types de lancers différents, provoquant la surprise des batteurs adverses. Il est capable de lancer le googly, le legbreak, l'offbreak, le topspinner et le doosra. Il est l'auteur d'un lancer original appelé « carrom ball » dans lequel il appuie sur la balle avec son doigt à la manière d'un joueur de carrom sur son pion. Ses lancers sont très précis.

## Bilan sportif

### Principales équipes
|                       | Test        | ODI       | Twenty20  |
| --------------------- | ----------- | --------- | --------- |
| Sri Lanka             | 2008 -      | 2008 -    | 2008 -    |
|                       | First-class | List A    | Twenty20  |
| Sri Lanka Army        | 2006-07 -   | 2006-07 - | 2006-07   |
| Wayamba               |             |           | 2007-08 - |
| Kolkata Knight Riders |             |           | 2008      |

### Statistiques
| Statistiques internationales                               |       |      |      |
|                                                            | Tests | ODI  | T20I |
| Matchs joués                                               | 3     | 17   | 3    |
| Guichets pris                                              | 26    | 48   | 11   |
| Moyenne au lancer                                          | 18,38 | 9,64 | 5,00 |
| Mise à jour de la boîte : 28 novembre 2008 Actualiser aide |       |      |      |

## Récompenses et honneurs
- ICC Emerging Player of the Year 2008[17]